# قطعنامه ۱۶۱۵ شورای امنیت
قطعنامه ۱۶۱۵ شورای امنیت سازمان ملل متحد که در تاریخ ۲۹ جولای ۲۰۰۵ تصویب شد، سندی بین‌المللی دربارهٔ بررسی وضعیت گرجستان است. این قطعنامه طی نشست ۵۲۴۲ام با ۱۵ رای موافق، ۰ مخالف و ۰ ممتنع تصویب شد.